# روني ميلر (لاعب كرة قاعدة)
روني ميلر (بالإنجليزية: Ronny Miller)‏ هو لاعب كرة قاعدة أمريكي، ولد في 28 أغسطس 1918 في ماسون سيتي في الولايات المتحدة، وتوفي في 6 يناير 1998 في فيرغسون في الولايات المتحدة.

## وصلات خارجية
- روني ميلر على موقعبيزبول رفرنس.كوم (الدوري الرئيسي) (الإنجليزية)
- روني ميلر على موقعبيزبول رفرنس.كوم (الدوري الثانوي) (الإنجليزية)